# Jean Hauser
Pour les articles homonymes, voir Hauser.
Jean Hauser, né le 22 juin 1942 à Bourg-la-Reine et mort le 12 novembre 2017 à Bordeaux, est un professeur de droit privé à l'Université Bordeaux-IV. Il est spécialisé en droit de la famille, en droit des personnes et en droit des obligations. Il est le directeur honoraire de l'École doctorale de droit de cette université, et le directeur du CERFAP (Centre européen d'études et de recherches en droit de la famille et des personnes). Il a été membre du groupe du travail chargé de réfléchir à la réforme de la législation du divorce, et à ce titre, il a inspiré la loi du 26 mai 2004. 
Jean Hauser prend sa retraite de professeur de l'Université Bordeaux-IV, le 30 avril 2011. 

## Prises de position
À la suite de ses propos sur le harcèlement sexuel en mai 2016, Jean Hauser est l'objet de critiques lui reprochant de soutenir le harcèlement sexuel, de se montrer anti-féministe et homophobe.
Il avait déjà montré son opposition au mariage homosexuel , et à la possibilité pour les personnes trans de se voir reconnaitre leur transition à l'état civil.

## Œuvres
- Les contrats, Presses universitaires de France (PUF), coll. « Que sais-je ? » 4e édition, 2002.
- Juriscode personnes - familles, 2001.
- La filiation, collection Connaissance du droit, 1996.
- Code des personnes et de la famille, en collaboration avec Jérôme Casey, 2003.
- Jean Hauser et Danièle Huet-Weiller, Traité de droit civil : La famille, vol. 1 : Établissement et vie de la famille, Paris, LGDJ, coll. « Quadrige », 1993, 2e éd., 943 p. (ISBN 978-2-275-00493-8)
- Traité de droit civil, La famille, volume 2 : Dissolution de la famille, 1re édition, 1991.
- Sociologie judiciaire du divorce, Économica, 1999.
- Différenciation ou convergence des statuts juridiques du couple marié et du couple non marié, en collaboration avec Jean-Louis Renchon, Bruylant, 2005.
- Le tiers à l'acte juridique, préface à l'ouvrage de Philippe Delmas Saint-Hilaire, LGDJ, 2000.
- Il a aussi rédigé de nombreux articles dans la Revue trimestrielle de droit civil Dalloz depuis 1991.